# Labrador (region)

Flaga Labradoru

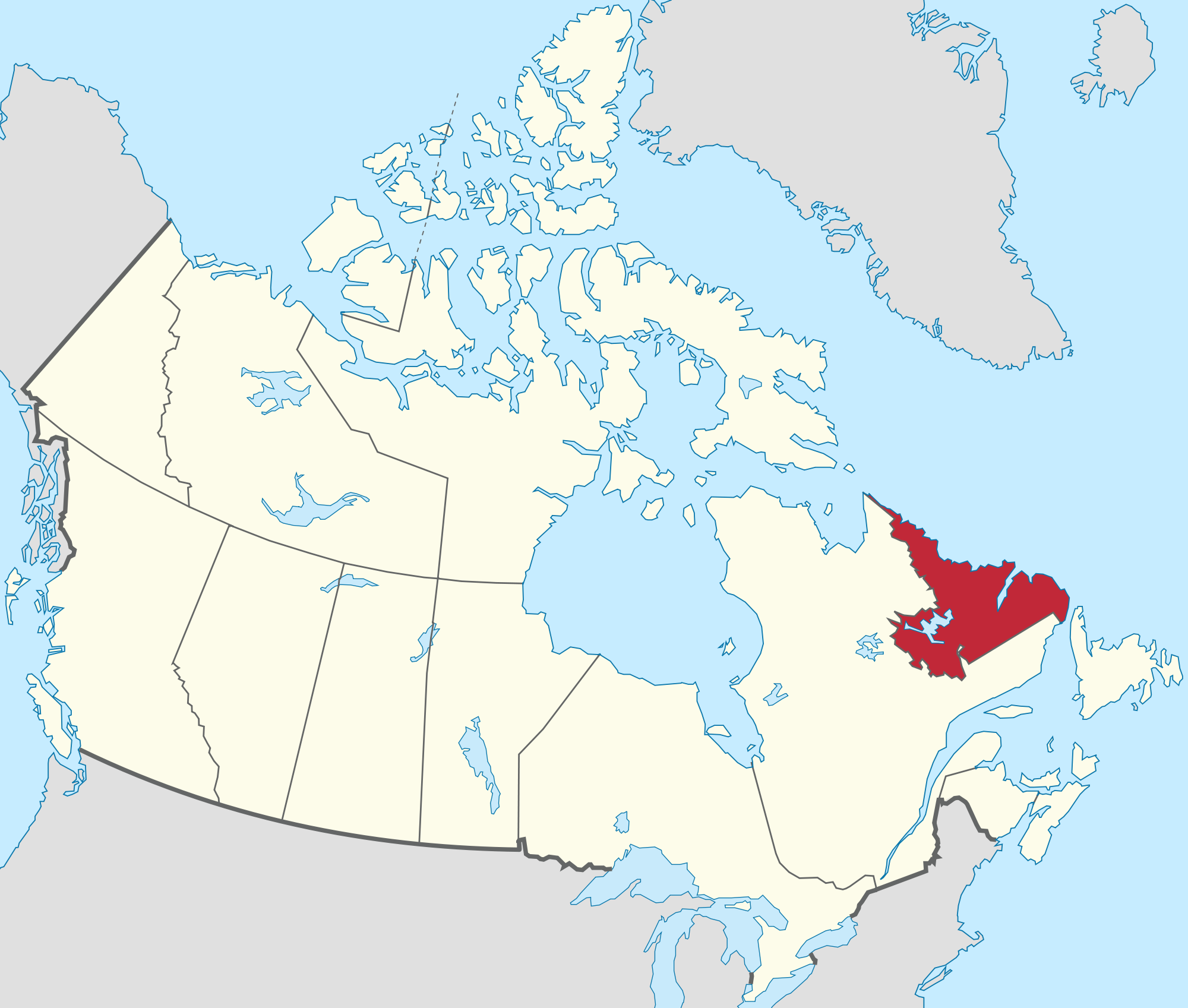
Labrador na tle Kanady

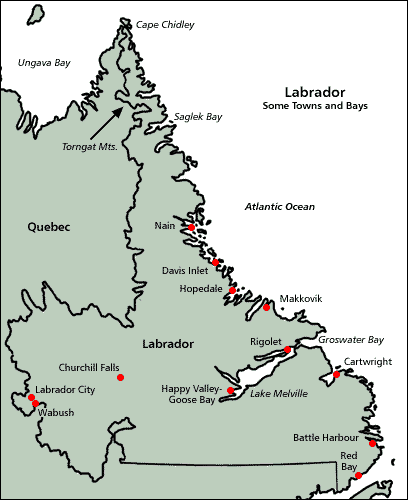
Mapa Labradoru

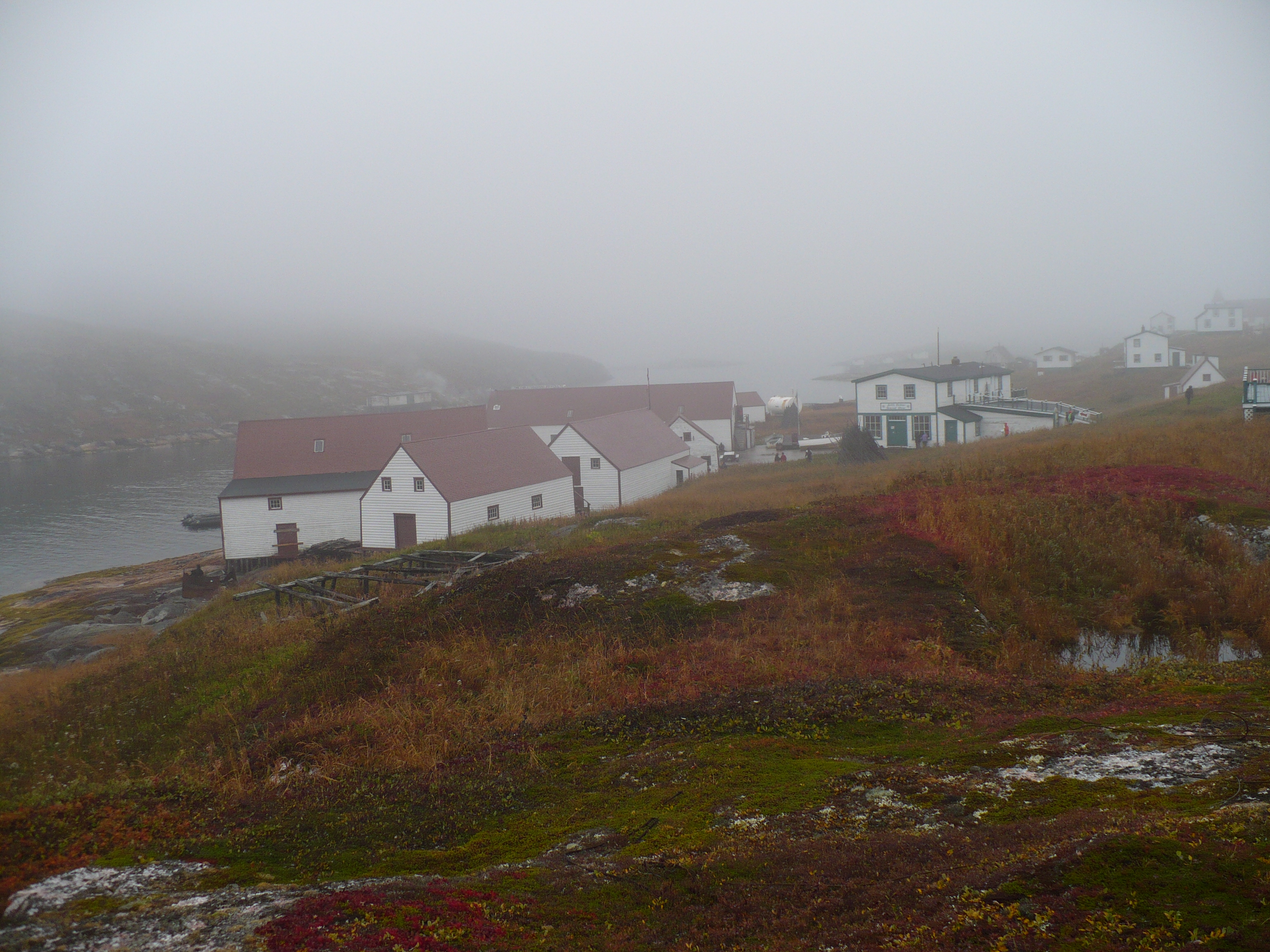
Battle Harbour

Labrador – region w Kanadzie Atlantyckiej, położony we wschodniej części półwyspu Labrador. Razem z Nową Fundlandią wchodzi w skład prowincji Nowa Fundlandia i Labrador.
Labrador zamieszkiwany jest przez 26 364 mieszkańców (2006), z czego około 30% stanowi ludność autochtoniczna (głównie Inuici, Innuici oraz Metysi). Powierzchnia Labradoru wynosi około 294 330 km² (wraz z przybrzeżnymi wyspami i wodami wewnętrznymi). Dawną stolicą regionu była miejscowość Battle Harbour.
Większość osad na wyspie założonych przez przybyszów z Europy pełniła pierwotnie funkcje wiosek rybackich oraz ośrodków handlu futrami. Współczesne miejscowości znajdują się przede wszystkim w pobliżu kopalni żelaza, elektrowni wodnych oraz instalacji wojskowych.
Największymi miastami w regionie są Happy Valley-Goose Bay, Labrador City, Wabush oraz Nain.

## Historia
- XI wiek – przypuszczalna wizyta Leifa Erikssona
- 1498 – odkrycie Labradoru przez portugalskiego żeglarza João Fernandesa Lavradora
- 1498 – przybycie włoskiego żeglarza Johna Cabota
- 1500 – przybycie Portugalczyka Gaspara Corte-Real
- 1534 – przybycie francuskiego podróżnika Jacques’a Cartiera
- 1763 – przekazanie Labradoru przez Francuzów Brytyjczykom na mocy pokoju paryskiego i włączenie do kolonii Nowa Fundlandia
- 1774 – włączenie Labradoru do brytyjskiej prowincji Quebec
- 1791 – włączenie regionu do nowo utworzonej prowincji Dolnej Kanady
- 1809 – ponowne włączenie do Nowej Fundlandii
- 1825 – północne wybrzeże Zatoki Świętego Wawrzyńca odłączone od Labradoru i włączone do Dolnej Kanady
- 1927 – wytyczenie dokładnych granic Labradoru
- 1941 – budowa kanadyjskiej bazy lotniczej w Goose Bay(inne języki)
- 1949 – włączenie Labradoru do Kanady, po przystąpieniu dominium Nowej Fundlandii do Konfederacji Kanady
- 1964 – zmiana nazwy prowincji z Nowej Fundlandii na Nową Fundlandię i Labrador
- 2001 – oficjalne zatwierdzenie zmiany nazwy prowincji przez rząd Kanady